# Ménil-Vin
Ménil-Vin é uma comuna francesa na região administrativa da Normandia, no departamento Orne. Estende-se por uma área de 3,61 km². Em 2010 a comuna tinha 55 habitantes (densidade: 15,2 hab./km²).